# 古プロイセン合同福音主義教会

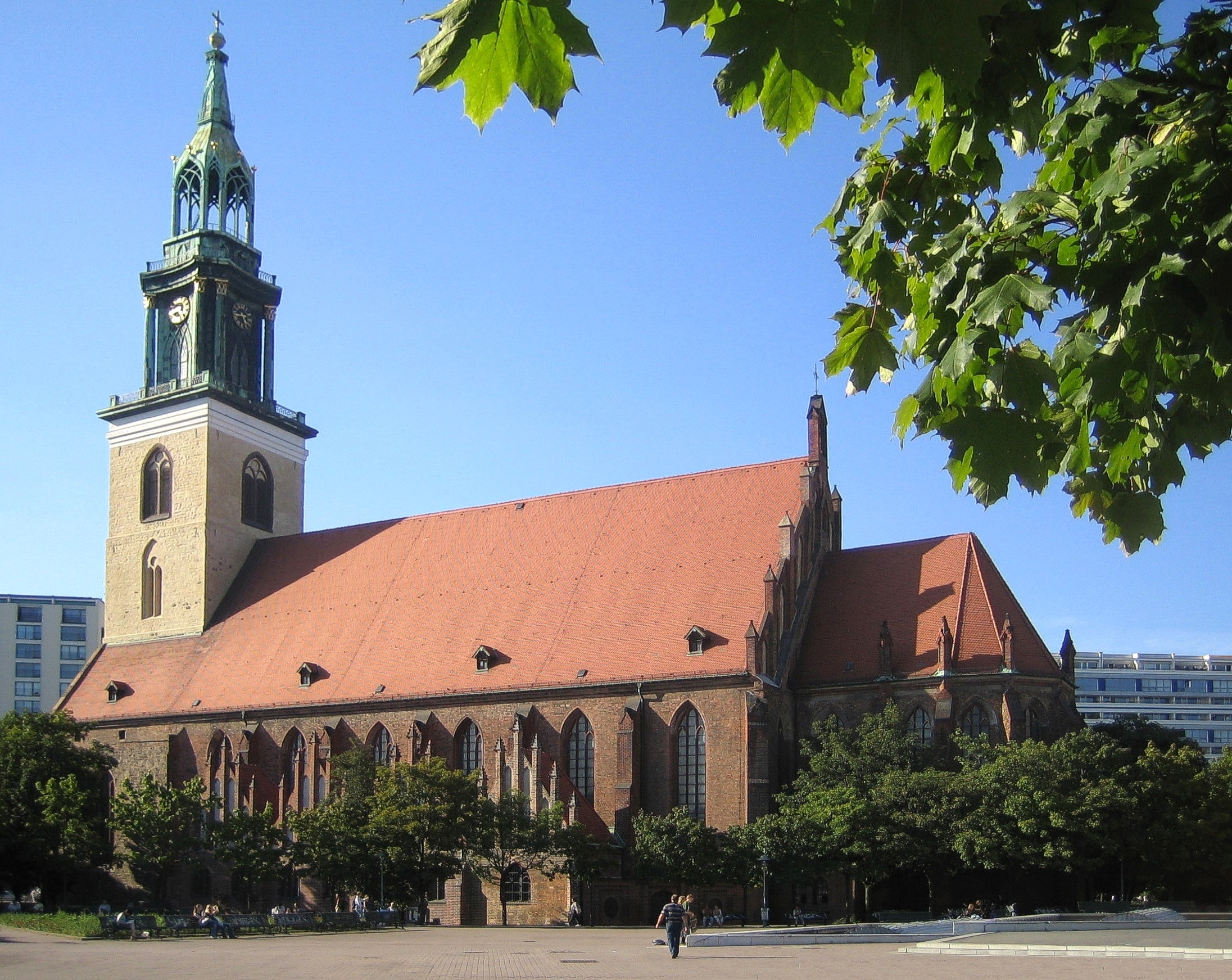
ベルリン聖マリエン教会

古プロイセン合同福音主義教会（こプロイセンごうどうふくいんしゅぎきょうかい、ドイツ語: Die Evangelische Kirche der altpreußischen Union (Abk. EKapU, APU)）は、1922年から1953年までプロイセン州及びその後継州における福音主義州教会の名称であった。また、この教会は1817年から1953年まで異なった名称で存在していた。1945年から1948年まで州教会の上部組織として存在しており、1953年から福音合同教会 (EKU) に改称して2003年まで存続していた。1817年9月27日にフリードリヒ・ヴィルヘルム3世王は、プロイセン王国においてルター派教会と改革派教会が一つの合同教会になるように指示した。彼は福音主義改革派教会、とりわけユグノー（フランス改革派教会）、ニーダーラインとフンスリュック、ベルク公国、ジーガーラントの一部に住む改革派教徒たちとプロイセン領民の大部分を占めるルター派教徒が分かれていることは時代精神に合致していないと考えていた。すでに、フリードリヒ・ヴィルヘルム大選帝侯がベルリン宗教会議で新教の異なった信仰告白を克服しようとしていた。教会行政上の統合が重要な目標であって、信仰告白の統合は目標とされていなかったが、一部の教会共同体において信仰告白の統合がおこなわれた。

## 教会名称の変遷とプロイセン王国における教会の状況

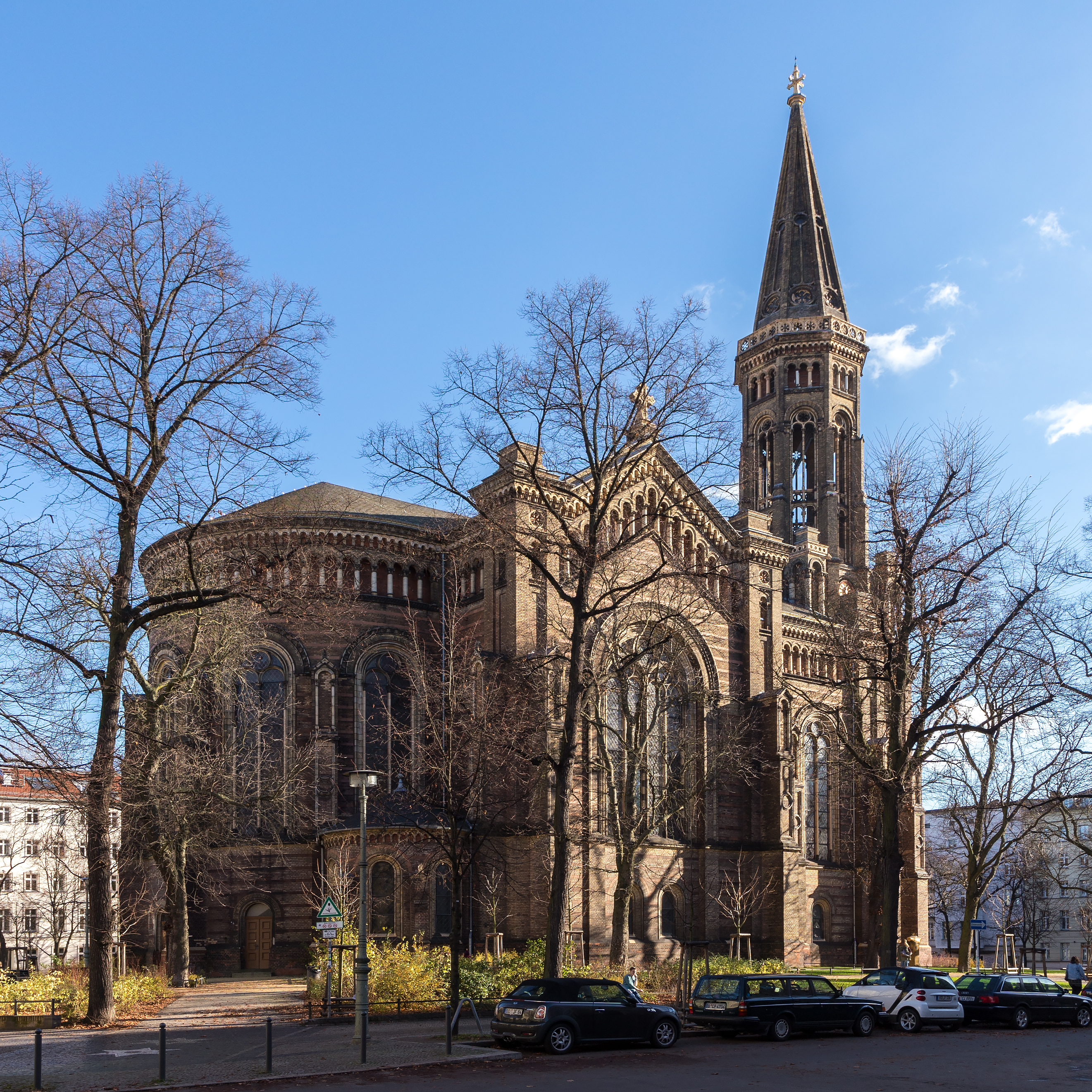
ディートリヒ・ボンヘッファーが牧師補として奉仕したシオン教会 (ベルリン)

この領邦教会の正式名称とは別に、古プロイセン教会、古プロイセン領邦教会、あるいは古プロイセン合同教会というような呼称が存在していた。その他にプロイセン領邦教会という名称も使われていた。1866年以降、この教会の実体を不正確なまま示す福音主義国教会という名称も使われていた。当時併合された非プロイセン地域において、この合同教会はプロイセン王国の領邦教会という存在そのものであった。
- 1821–1845年: 合同教会としての領邦教会プロイセン福音主義教会 (Evangelische Kirche in Preußen)が存在していたが、合同教会に入ることを拒み、政府から弾圧を受けていたルター派と改革派の教会も少数であったが散在していた。
- 1845–1875年: 教会名称をプロイセン福音主義領邦教会(Evangelische Landeskirche in Preußen)に変更している。古ルター派のプロイセン福音ルター派教会が1841年に結成され、政府からも設立を認可されていた(1845年)。このルター派自由教会との区別を明確にするための、領邦教会側が名称を変更した。
- 1875–1922年: 教会名称が古プロイセン福音主義州教会 (Evangelische Landeskirche der älteren Provinzen Preußens)に変更された。1866年の普墺戦争後に併合された地域には合同教会の領邦教会とルター派領邦教会が混在していた。なお、併合した地域にあった領邦教会をプロイセンは古プロイセン福音主義州教会に組み込むことはせず、従来どおり旧領邦単位で存続させた。
- 1922 – 1933年6月24日: 旧プロイセン王国の領邦教会の名称が古プロイセン合同福音主義教会 (Evangelische Kirche der altpreußischen Union) (EKapU, APU) に変更された。普墺戦争後にプロイセンに併合された北ドイツ地域では合同教会と非合同派のルター派と改革派の州教会、そして自由教会が並存していた。
- 1933年6月24日–1933年7月15日: 古プロイセン合同福音主義教会はナチス政府支持者を指導部に登用させようとした圧力を退けていた。
- 1933年7月15日 – 1934年2月28日: 古プロイセン合同福音主義教会は新たな均制化 (Gleichschaltung) という指導原理の下に置かれていた。
- 1934年3月1日–1934年11月20日: 教会の新指導部（ナチス党支持勢力）は古プロイセン合同福音主義教会の組織を均制化されたドイツ福音主義教会 (Deutsche Evangelische Kirche (DEK)) に移行させた。
- 1934年5月29日– 1945年: 告白教会の支持者たちによって、強制された指導部は違法で異端な存在であると見なされた。告白教会側もナチス支持者側も自分たちの組織こそが真の古プロイセン合同福音主義教会であると主張していた。
- 1934年11月20日– 1945年:ベルリン地方裁判所Ⅰは ドイツ福音主義教会 (Deutsche Evangelische Kirche (DEK)) に古プロイセン合同福音主義教会を統合させたことには法的根拠が欠けており、古プロイセン合同福音主義教会は存続し続けているという判断を示した。裁判所から法的根拠に関して問題を提起された公式指導部側も告白教会側も自分たちこそが古プロイセン合同福音主義教会を代表していると主張していた。
- 1945–1953年: 古プロイセン合同福音主義教会の公式指導部から多くのドイツ的キリスト者が離れ、反対に中立派と告白教会側の人間たちが教会指導部に入った。古プロイセン合同福音主義教会の教会州区が1945年からそれぞれ州教会になった。古プロイセン合同福音主義教会自体は州教会の上部組織になった。教会総会が1951年に新教憲を制定している。
- 1953–2003年: 旧東ドイツ内相から古プロイセンという名称の削除を求められ、福音合同教会 (EKU)という名称に変更した。
- 2004年:旧プロイセン地域以外の合同派州教会も加盟した福音主義合同教会が発足し、福音合同教会(EKU)は役割を終えた。

## 歴史
1817年、フリードリヒ・ヴィルヘルム3世の指示によって、プロイセン福音主義教会と呼ばれた合同教会が設立された。合同教会と言っても大部分はルター派教会であったが、ラインラント州のデュースブルク、ヴッパータール周辺では改革派教会が固まって存在しており、ベルリンにはユグノーの伝統を守るフランス改革派教会が少数派として存在していた。1840年、フリードリヒ・ヴィルヘルム4世が即位すると、教会合同を拒否していた古ルター派への弾圧が止められ、1845年には古ルター派のプロイセン福音ルター派教会も国家から許可された上で設立された。この古ルター派教会は領邦教会ではなく、教会塔の建設と鐘を鳴らすことを禁じられていたがプロイセン全土で活動を始めた。領邦教会ではないこの古ルター派教会との違いを明瞭にするために、プロイセン福音主義教会は1845年からプロイセン福音主義領邦教会という名称に変更している。
1850年には南シュヴァーベンにあったホーエンツォレルン＝ヘヒンゲンとホーエンツォレルン＝ジグマリンゲンが領土をプロイセン王国に譲渡したため、当地の福音主義教会はホーエンツォレルン教会地区としてプロイセン福音主義領邦教会に組み込まれた。1899年に、この教会地区はラインラント教会州地区に属することになった。
1866年にプロイセン王国は普墺戦争に勝利し、隣接する領邦を併合した。福音主義教会に関して、併合した地域の教会をプロイセンの領邦教会に組み込むことはせず、従来どおり旧領邦単位で存続させた。合同派の領邦教会はフランクフルト、ヘッセン＝カッセル、ヘッセン＝ナッサウであり、ルター派教会はハノーファー、シュレースヴィヒ＝ホルシュタインであった。併合されたハノーファー周辺には改革派教会共同体が散在していたが、1882年にドイツ皇帝ヴィルヘルム1世の仲介によって北西ドイツ福音主義改革派教会が設立され統合された。
1875年、古プロイセン領邦教会は公式には古プロイセン州福音主義領邦教会と改称することになった。この領邦教会は9つの教会州で構成されていた。すなわち、ブランデンブルク（ベルリンを含む）、東プロイセン、ポンメルン、ポーゼン、ラインラント（南シュヴァーベンのホーエンツォレルン地区を含む）、ザクセン、ヴェストファーレン、西プロイセンである。

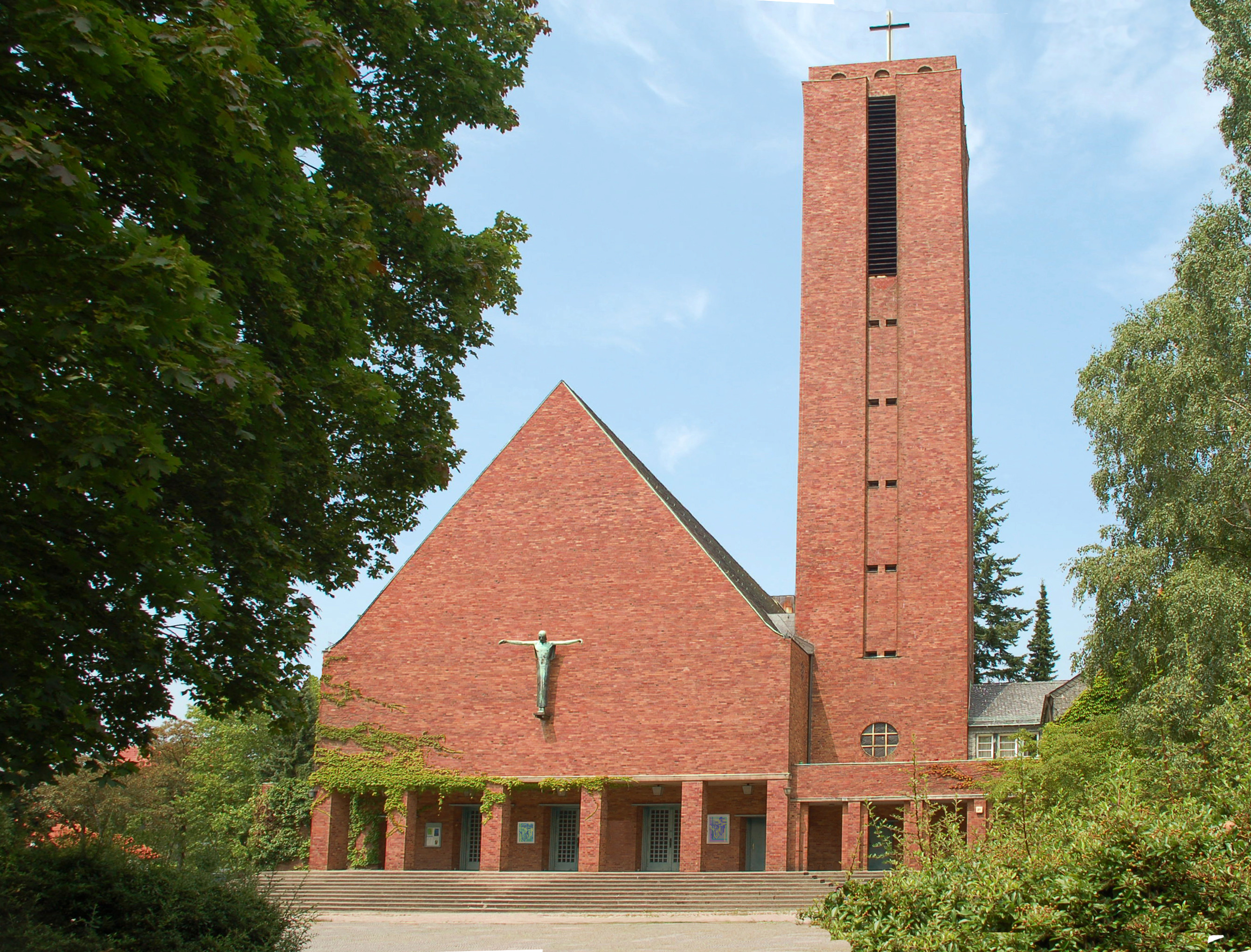
イエス＝キリスト＝教会 (ダーレム)、
ベルリンダーレム地区にあり、告白教会の中心的存在だった。

第一次世界大戦末期の1918年、皇帝ヴィルヘルム2世は退位を強いられ、領邦教会統治権を失った。そのため、古プロイセン領邦教会は1922年に新教憲を制定し、古プロイセン合同福音主義教会（EKapUもしくはApU）と改称した。さらに教会州地区の組織は民主化された。1922年以降、9つのそれぞれの教会州地区は州教会常議員会の下で運営されるようになった。その常議員は教会州地区総会で投票によって選出された。教会宗務局は教会州地区の教会行政機関になり、高位聖職者である地区長と法律家によって構成された。
ナチス・ドイツの統治時代、告白教会において広範囲な抵抗運動がおこなわれた。しかし、告白教会は教会全体において少数派に過ぎなかったことは注意すべきである。1934年、バルメン宣言が発表され、合同教会では信仰告白文書として見なされた。ルター派と改革派教会の伝統を持つキリスト者が合同教会の信仰告白と見なして、この文書が発表されたのである。ビルケンフェルト地区の教会が1934年6月25日に古プロイセン合同福音主義教会に統合され、ラインラント教会州地区に含まれることになった。1933年9月5日、古プロイセン合同福音主義教会はアーリア条項を牧師たちに適用した。その措置に対抗して、1933年9月21日、牧師緊急同盟がドイツ全国で設立された（牧師総数の3分の1以上の7036名加入）。
第二次世界大戦後、オーデル＝ナイセ線がドイツの東部国境になった。1918年/1920年の時とは異なり、この国境線の向こう側に住むドイツ人は生まれ育った土地から完全に追放された（ドイツ人追放）。したがって、東プロイセン（現ポーランド領、およびロシア領のカリーニングラード州）、ブランデンブルク東部、ヒンターポンメルン、シュレージエン（ナイセ川以東）のドイツ人の教会共同体も教会州地区も存続することは出来なかった。東欧や旧ソ連各地において、ルター派教会はドイツ国籍以外の者たちによって再編された。ポーランド福音主義アウクスブルク信仰告白教会、ロシア、ウクライナ、カザフスタン、中央アジア福音ルター派教会が新たに設立された。旧ソ連のルター派教会にはエカチェリーナ2世の時代に移民したドイツ系住民(ヴォルガ・ドイツ人)が主に属している。
ドイツに残った教会指導部はオーデル＝ナイセ川西側の教会州地区において存続していた。ブランデンブルク、ポンメルン、ラインラント、プロヴィンツ＝ザクセン、シュレージエン、ラインラント、ヴェストファーレンの教会指導部は1945年ヘッセン州トライザ（シュヴァルムシュタット東部）に新教憲を制定するために集まった。教会州地区ごとに独自の州教会を組織することになった。
- ベルリン＝ブランデンブルク福音主義教会（現在はベルリン＝ブランデンブルク＝シュレージシェ・オーバーラウジッツ福音主義教会に統合されている）
- ポンメルン福音主義教会（1968年–1991年:グライフスヴァルト福音主義教会、現在は北ドイツ福音ルター派教会に統合されている）
- ラインラント福音主義教会
- キルヘンプロヴィンツ＝ザクセン福音主義教会（2009年まで、現在は中部ドイツ福音主義教会に統合されている）
- シュレージシェ・オーバーラウジッツ福音主義教会（1968年–1992年 ゲルリッツ福音主義教会）
- ヴェストファーレン福音主義教会

上記の州教会の指導部は1949年、1950年、1954年に会合を持ち、最終的には福音合同教会 (EKU) という名称の上部組織を発足させた。この上部組織は傘下の州教会とは別にドイツ福音主義教会（EKD）にも加盟し、2003年まで存続した。1960年には合同教会であるアンハルト福音主義教会が加盟した。
1945年、ヴュルテンベルク福音主義州教会は暫定的に南シュヴァーベンのホーエンツォレルン地区の旧プロイセン合同教会を組織に組み入れた。南シュヴァーベンのホーエンツォレルン地区の教会は1950年になって正式にラインラント福音主義教会からヴュルテンベルク福音主義州教会へと所属を変更した。

## フリードリヒ・ヴィルヘルム3世による礼拝式文

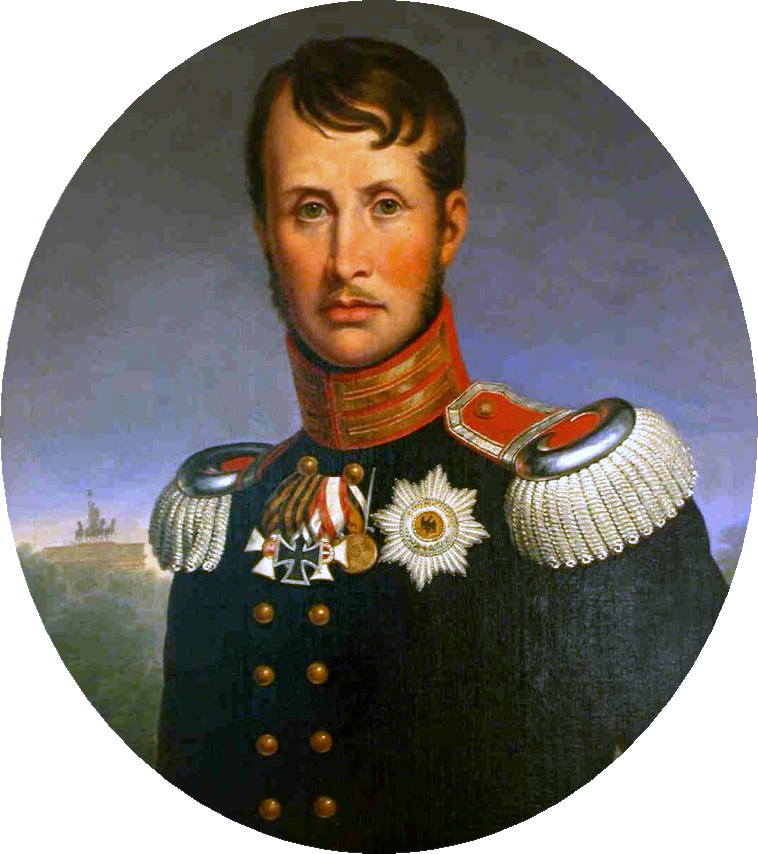
フリードリヒ・ヴィルヘルム3世

プロイセン合同福音主義教会には、フリードリヒ・ヴィルヘルム3世王によって作成された礼拝式文が下賜された。その式文はニュルンベルクのルター派教会礼拝式に倣ったものであり、ローマ・カトリック教会のミサに準拠したものであった。ラテン語でおこなわれていた当時のローマ・カトリック教会のミサとは異なり、ドイツ語での礼拝式文（祝祭日にはラテン語式文も挿入することも容易だった）であったが、プロイセン領邦教会の礼拝は宗教改革以前のミサ様式に戻ってしまった。

### 主日礼拝式文
- 初めの歌
- 司式者による救いの宣言、「われらの救いは主の御名にある」
- 罪の告白
- 聖歌隊によるアーメン合唱
- 赦しの祈願と祝福
- グロリア・パトリ（栄頌）「父に栄光がありますように (Ehre sei Gott in der Höhe)」
- キリエ
- グロリア
- 祝福のあいさつ
- 祈願
- アーメン合唱
- 聖書日課朗読（使徒書）
- ハレルヤ唱
- 福音書朗読
- 朗読後の言葉「キリストに賛美」
- 「アーメン」
- クレド（使徒信条）
- 牧師による説教
- 感謝の歌
- 感謝の祈り
- サンクトゥス、ホサンナ、ベネディクトゥス
- 執り成しの祈り
- アーメン
- 主の祈り
- アロンの祝福
- アーメン三唱
- 終わりの歌

### 聖餐式文
- 聖餐の奨め
- 祈祷
- アーメン
- 聖餐設定句
- 平和のあいさつ
- 「アーメン」
- アグヌス・デイ（神の子羊）
- 聖餐
- 感謝の祈り
- 祝祷
- 終わりの歌